# Сел (Кантал)
Сел (фр. Celles) је насеље и општина у централној Француској у региону Оверња, у департману Кантал која припада префектури Сен Флур.
По подацима из 2011. године у општини је живело 232 становника, а густина насељености је износила 12,64 становника/km². Општина се простире на површини од 18,35 km². Налази се на средњој надморској висини од 880 метара (максималној 1.075 m, а минималној 800 m).

## Демографија
| 1962. | 1968. | 1975. | 1982. | 1990. | 1999. | 2011. |
| ----- | ----- | ----- | ----- | ----- | ----- | ----- |
| 240   | 281   | 257   | 229   | 221   | 239   | 232   |

График промене броја становника у току последњих година